# 新竹州

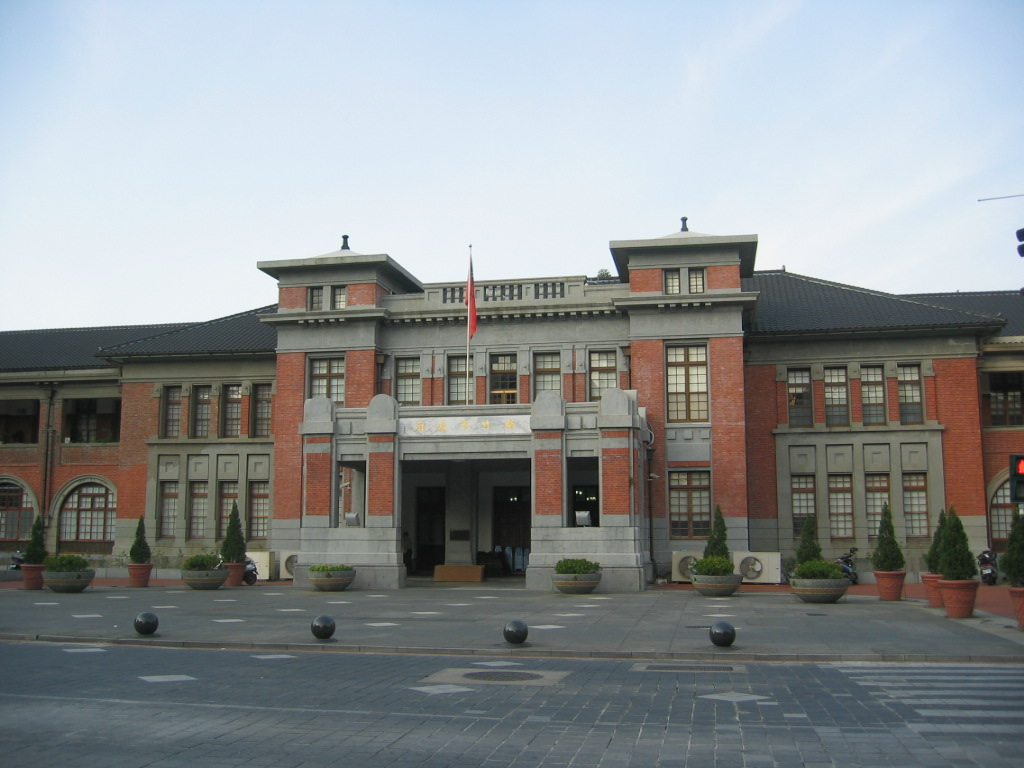
旧新竹州庁舎

新竹州（しんちくしゅう）は、かつて台湾の地方行政区分だった五州三庁の一つで、現在の新竹市、桃園市、新竹県と苗栗県を合わせた地域にあたる。

## 人口
昭和16年台湾常住戸口統計より
- 総人口　838,011人
  - 内訳
    - 内地人　20,693人
    - 台湾人　815,274人
    - 朝鮮人　150人
    - その他　1,894人

## 行政区分
- 1945年当時
- 背景色が■である部分は1945年以前に廃止された行政区分

### 市
| 市     | 現在の行政区分 | 備考 |
| ------ | -------------- | ---- |
| 新竹市 | 新竹市         |      |

### 郡・街庄
| 郡       | 街庄   | 現在の行政区分 | 現在の行政区分 | 備考                         |
| -------- | ------ | -------------- | -------------- | ---------------------------- |
| 桃 園 郡 | 桃園街 | 桃 園 市       | 桃園区         |                              |
| 桃 園 郡 | 蘆竹庄 | 桃 園 市       | 蘆竹区         |                              |
| 桃 園 郡 | 大園庄 | 桃 園 市       | 大園区         |                              |
| 桃 園 郡 | 亀山庄 | 桃 園 市       | 亀山区         |                              |
| 桃 園 郡 | 八塊庄 | 桃 園 市       | 八徳区         |                              |
| 中壢郡   | 中壢街 | 桃 園 市       | 中壢区         |                              |
| 中壢郡   | 楊梅街 | 桃 園 市       | 楊梅区         |                              |
| 中壢郡   | 平鎮庄 | 桃 園 市       | 平鎮区         |                              |
| 中壢郡   | 新屋庄 | 桃 園 市       | 新屋区         |                              |
| 中壢郡   | 観音庄 | 桃 園 市       | 観音区         |                              |
| 大 渓 郡 | 大渓街 | 桃 園 市       | 大渓区         |                              |
| 大 渓 郡 | 龍潭庄 | 桃 園 市       | 龍潭区         |                              |
| 大 渓 郡 | 蕃地   | 桃 園 市       | 復興区         |                              |
| 新 竹 郡 | 旧港庄 | 新 竹 県       | 竹北市         | 1941年廃庄され、竹北庄となる |
| 新 竹 郡 | 六家庄 | 新 竹 県       | 竹北市         | 1941年廃庄され、竹北庄となる |
| 新 竹 郡 | 竹北庄 | 新 竹 県       | 竹北市         |                              |
| 新 竹 郡 | 新埔街 | 新 竹 県       | 新埔鎮         |                              |
| 新 竹 郡 | 関西街 | 新 竹 県       | 関西鎮の一部   |                              |
| 新 竹 郡 | 紅毛庄 | 新 竹 県       | 新豊郷         |                              |
| 新 竹 郡 | 湖口庄 | 新 竹 県       | 湖口郷         |                              |
| 新 竹 郡 | 蕃地   | 新 竹 県       | 関西鎮の一部   |                              |
| 竹 東 郡 | 竹東街 | 新 竹 県       | 竹東鎮         |                              |
| 竹 東 郡 | 芎林庄 | 新 竹 県       | 芎林郷         |                              |
| 竹 東 郡 | 横山庄 | 新 竹 県       | 横山郷         |                              |
| 竹 東 郡 | 北埔庄 | 新 竹 県       | 北埔郷         |                              |
| 竹 東 郡 | 峨眉庄 | 新 竹 県       | 峨眉郷         |                              |
| 竹 東 郡 | 宝山庄 | 新 竹 県       | 宝山郷         |                              |
| 竹 東 郡 | 蕃地   | 新 竹 県       | 尖石郷、五峰郷 |                              |
| 竹 南 郡 | 竹南街 | 苗 栗 県       | 竹南鎮         |                              |
| 竹 南 郡 | 頭分街 | 苗 栗 県       | 頭份市         |                              |
| 竹 南 郡 | 三湾庄 | 苗 栗 県       | 三湾郷         |                              |
| 竹 南 郡 | 南庄   | 苗 栗 県       | 南庄郷の一部   |                              |
| 竹 南 郡 | 造橋庄 | 苗 栗 県       | 造橋郷         |                              |
| 竹 南 郡 | 後龍庄 | 苗 栗 県       | 後龍鎮         |                              |
| 竹 南 郡 | 蕃地   | 苗 栗 県       | 南庄郷の一部   |                              |
| 苗 栗 郡 | 苗栗街 | 苗 栗 県       | 苗栗市         |                              |
| 苗 栗 郡 | 苑裡街 | 苗 栗 県       | 苑裡鎮         |                              |
| 苗 栗 郡 | 頭屋庄 | 苗 栗 県       | 頭屋郷         |                              |
| 苗 栗 郡 | 公館庄 | 苗 栗 県       | 公館郷         |                              |
| 苗 栗 郡 | 銅鑼庄 | 苗 栗 県       | 銅鑼郷         |                              |
| 苗 栗 郡 | 三叉庄 | 苗 栗 県       | 三義郷         |                              |
| 苗 栗 郡 | 通霄庄 | 苗 栗 県       | 通霄鎮         |                              |
| 苗 栗 郡 | 四湖庄 | 苗 栗 県       | 西湖郷         |                              |
| 大 湖 郡 | 大湖庄 | 苗 栗 県       | 大湖郷         |                              |
| 大 湖 郡 | 獅潭庄 | 苗 栗 県       | 獅潭郷         |                              |
| 大 湖 郡 | 卓蘭庄 | 苗 栗 県       | 卓蘭鎮         |                              |
| 大 湖 郡 | 蕃地   | 苗 栗 県       | 泰安郷         |                              |

### 戦後
- 新竹市は台湾省へ移管、新竹県より離脱。
- 1946年2月新竹県政府は桃園鎮へ移転。7月桃園区廃区、同区管内の郷鎮は新竹県の直接管轄となる。
- 1949年3月竹峰区設置、全部の蕃地は竹峰区へ移管。大渓区廃区、龍潭郷は中壢区へ移管、大渓鎮は新竹県の直接管轄となる。
- 1950年新竹県の全部の区、竹峰区廃止。旧中壢・桃園・大渓区管内の郷鎮は桃園県に、旧竹東・新竹区管内の郷鎮は新竹県に、旧竹南・苗栗・大湖区管内の郷鎮は苗栗県に統合。

## 歴代知事
- 服部仁藏：1920年9月1日 -
- 常吉德壽：1921年10月8日 -
- 梅谷光貞：1922年5月15日 - 1923年10月25日
- 佐藤勸：1923年11月3日 - 1924年12月23日
- 古木章光：1924年12月25日 -
- 永山止米郎：1927年4月22日 -
- 田端幸三郎：1929年4月20日 -
- 野口敏治：1931年5月8日 -
- 猪股松之助：1931年9月12日 -
- 内海忠司：1932年3月15日 -
- 增田秀吉：1935年9月2日 -
- 赤堀鐵吉：1936年10月16日 -
- 林田正治：1939年1月28日 -
- 一番ヶ瀨佳雄：1939年7月24日 -
- 宮木廣大：1940年5月25日 - 1942年7月3日
- 鈴木秀夫：1942年7月13日 -
- 藤村寛太：1943年3月29日 -
- 江藤昌之：1943年8月7日 -

## 医療
- 台湾総督府新竹病院

## 法院（裁判所）
昭和20年（1945年）当時

(審判の行うことの無かったものを「裁判所」とカウントしなかった)（沿革略）
- 新竹地方法院

## 刑務所
昭和7年（1932年）当時
- 新竹少年刑務所

## 警察
昭和20年（1945年）当時
- 新竹州警務部
  - 新竹警察署
  - 新竹郡警察課
  - 中壢郡警察課
  - 桃園郡警察課
  - 大渓郡警察課
  - 竹東郡警察課
  - 竹南郡警察課
  - 苗栗郡警察課
  - 大湖郡警察課

## 林政
昭和7年（1932年）当時
- 営林所新竹出張所

## 専売局
昭和20年（1945年）当時
- 新竹支局（専売局）

## 教育

### 高等教育機関
- 新竹師範学校→台中師範学校に移管（1943年）（現 国立清華大学）

### 中等教育学校
- 新竹州立新竹中学校（現 国立新竹高級中学）
- 新竹州立新竹高等女学校（現 国立新竹女子高級中学）
- 新竹州立新竹工業学校（現 国立新竹高級工業職業学校）
- 新竹州立新竹商業学校（現 国立新竹高級商業職業学校）
- 新竹州立新竹農業学校（現 国立苗栗高級農工職業学校）
- 新竹州立桃園農業学校（現 国立桃園高級農工職業学校）
- 新竹州立苗栗實踐農業学校（新竹州立新竹農業学校と統合）

## 鉄道
昭和19年（1944年）の路線

### 総督府鉄道
- 縦貫線
- 台中線
- 竹東線（未成線、現 内湾線）

## 道路
昭和14年（1939年）当時

### 指定道路
- 縦貫道路
- 桃園竹囲道
- 桃園大園道
- 竹囲大園道
- 大園観音道
- 大園観音道
- 中壢観音道
- 楊梅崁頭厝道
- 老飯店三角堀道
- 桃園尖山道
- 桃園大渓道
- 大渓角板山道
- 角板山一稜道
- カウイラン・トンフノシロワン道
- 龍潭大渓道
- 中壢龍潭道
- 平鎮関西道
- 関西石門道
- 新社関西道
- 頭重埔芎林道
- 新竹竹東道
- 竹東内湾道
- 竹東北埔道
- 竹東上坪道
- 上坪井上道
- 新城横山道
- 北埔珊珠湖道
- 新竹北埔道
- 新竹旧港道
- 頭分南庄道
- 頭分中港道
- 竹南台中道
- 田寮後龍道
- 苗栗公司寮道
- 苗栗大湖道
- 銅鑼通宵道

## 港湾
昭和13年（1938年）当時

### 特別輸出入港（対中貿易専用港）
- 後龍港

## 鉱山
- 大渓炭鉱
- 竹東炭鉱
- 田尾炭鉱
- 錦水炭鉱

## 神社
- 新竹神社
- 通霄神社
- 桃園神社→桃園県忠烈祠
- 苗栗神社
- 中壢神社
- 頭分神社
- 竹南神社
- 大湖神社
- 竹東神社

## 国立公園
- 次高タロコ国立公園

## 企業
州内に本社を有する資本金50万円以上の企業である（昭和7年・1932年当時）

### 農林水産業
- 日本拓殖
- 東南拓殖
- 三益
- 展南拓殖
- 興台物産
- 展台拓殖

### 製造業
- 新竹製糖

### 電気業
- 台湾合同電気
- 新竹電灯

### 運輸業
- 桃園軌道
- 台湾軌道

### 卸売小売業
- 建成商行
- 肇記興業

## 出身有名人
この時代に生まれ育つか、または活躍した者を掲載
- 黄文雄（政治家）

## 災害史
- 1935年4月21日に発生した新竹・台中地震[1]および同年7月17日に発生した余震により多くの死傷者が出た[2]。